# Psychotria crocochlamys
Psychotria crocochlamys là một loài thực vật có hoa trong họ Thiến thảo. Loài này được Sandwith miêu tả khoa học đầu tiên năm 1939.